# FA Premier League 1998/1999
FA Premier League 1998/1999 vanns av Manchester United.

## Personal och dräkter
(Per den 16 maj 1999)
| Lag                 | Manager                                | Lagkapten        | Dräkttillverkare | Tröjsponsor         |
| ------------------- | -------------------------------------- | ---------------- | ---------------- | ------------------- |
| Arsenal             | Arsène Wenger                          | Tony Adams       | Nike             | JVC                 |
| Aston Villa         | John Gregory                           | Gareth Southgate | Reebok           | LDV Vans            |
| Blackburn Rovers    | Brian Kidd                             | Garry Flitcroft  | Uhlsport         | CIS                 |
| Charlton Athletic   | Alan Curbishley                        | Mark Kinsella    | Le Coq Sportif   | Mesh Computers      |
| Chelsea             | Gianluca Vialli                        | Dennis Wise      | Umbro            | Autoglass           |
| Coventry City       | Gordon Strachan                        | Gary McAllister  | Le Coq Sportif   | Subaru              |
| Derby County        | Jim Smith                              | Igor Štimac      | Puma             | EDS                 |
| Everton             | Walter Smith                           | Dave Watson      | Umbro            | One2One             |
| Leeds United        | David O'Leary                          | Lucas Radebe     | Puma             | Packard Bell        |
| Leicester City      | Martin O'Neill                         | Steve Walsh      | Fox Leisure      | Walkers             |
| Liverpool           | Gérard Houllier                        | Paul Ince        | Reebok           | Carlsberg           |
| Manchester United   | Alex Ferguson                          | Roy Keane        | Umbro            | Sharp               |
| Middlesbrough       | Bryan Robson                           | Andy Townsend    | Erreà            | Cellnet             |
| Newcastle United    | Ruud Gullit                            | Alan Shearer     | Adidas           | Newcastle Brown Ale |
| Nottingham Forest   | Ron Atkinson                           | Steve Chettle    | Umbro            | Pinnacle Industries |
| Sheffield Wednesday | Danny Wilson                           | Peter Atherton   | Puma             | Sanderson           |
| Southampton         | Dave Jones                             | Matt Le Tissier  | Pony             | Sanderson           |
| Tottenham Hotspur   | George Graham                          | Sol Campbell     | Pony             | Hewlett-Packard     |
| West Ham United     | Harry Redknapp                         | Steve Lomas      | Pony             | Dr. Martens         |
| Wimbledon           | Terry Burton Mick Harford (tillfällig) | Robbie Earle     | Lotto            | Elonex              |

## Ledningsförändringar
Liverpool hade tidigare den franske landslagstränaren Gérard Houllier tillsammans med Roy Evans vid början av säsongen, men Evans avgick i november och Houllier har hela ansvaret
Tottenham Hotspur sparkade Christian Gross i september efter mindre än ett år som ansvarig. Hans ersättare var George Graham från Leeds United, som själv blev ersatt av assistenten David O'Leary
Newcastle United sparkade Kenny Dalglish i början av säsongen, han blev ersatt av Ruud Gullit
Everton utsåg Walter Smith som Howard Kendalls efterträdare
Blackburn Rovers sparkade Roy Hodgson i november, då de var i botten av tabellen. Assistenten i Manchester United Brian Kidd ersatte honom.
Nottingham Forest sparkade Dave Bassett i januari och satte in Ron Atkinson till slutet av säsongen, han pensionerade sig då han inte klarade av att rädda Forest från att bli nedflyttat. David Platt blev utsedd som manager.
Wimbledons manager Joe Kinnear avgick på grund av hälsoproblem i mars. Tränarna Mick Harford och Terry Burton tog ledningen till slutet av säsongen, när Norges tränare Egil Olsen blev utnämnd som manager.

## Tabell
| Nr | Lag                   | S  | V  | O  | F  | GM | IM | MS  | P  |
| -- | --------------------- | -- | -- | -- | -- | -- | -- | --- | -- |
| 1  | Manchester United     | 38 | 22 | 13 | 3  | 80 | 37 | +43 | 79 |
| 2  | Arsenal (RM)          | 38 | 22 | 12 | 4  | 59 | 17 | +42 | 78 |
| 3  | Chelsea               | 38 | 20 | 15 | 3  | 57 | 30 | +27 | 75 |
| 4  | Leeds United          | 38 | 18 | 13 | 7  | 62 | 34 | +28 | 67 |
| 5  | West Ham United       | 38 | 16 | 9  | 13 | 46 | 53 | −7  | 57 |
| 6  | Aston Villa           | 38 | 15 | 10 | 13 | 51 | 46 | +5  | 55 |
| 7  | Liverpool             | 38 | 15 | 9  | 14 | 68 | 49 | +19 | 54 |
| 8  | Derby County          | 38 | 13 | 13 | 12 | 40 | 45 | −5  | 52 |
| 9  | Middlesbrough (U)     | 38 | 12 | 15 | 11 | 48 | 54 | −6  | 51 |
| 10 | Leicester City        | 38 | 12 | 13 | 13 | 40 | 46 | −6  | 49 |
| 11 | Tottenham Hotspur     | 38 | 11 | 14 | 13 | 47 | 50 | −3  | 47 |
| 12 | Sheffield Wednesday   | 38 | 13 | 7  | 18 | 41 | 42 | −1  | 46 |
| 13 | Newcastle United      | 38 | 11 | 13 | 14 | 48 | 54 | −6  | 46 |
| 14 | Everton               | 38 | 11 | 10 | 17 | 42 | 47 | −5  | 43 |
| 15 | Coventry City         | 38 | 11 | 9  | 18 | 39 | 51 | −12 | 42 |
| 16 | Wimbledon             | 38 | 10 | 12 | 16 | 40 | 63 | −23 | 42 |
| 17 | Southampton           | 38 | 11 | 8  | 19 | 37 | 64 | −27 | 41 |
| 18 | Charlton Athletic (U) | 38 | 8  | 12 | 18 | 41 | 56 | −15 | 36 |
| 19 | Blackburn Rovers      | 38 | 7  | 14 | 17 | 38 | 52 | −14 | 35 |
| 20 | Nottingham Forest (U) | 38 | 7  | 9  | 22 | 35 | 69 | −34 | 30 |

## Anmärkningslista
1. ↑  Tottenham Hotspur kvalificerade sig för Uefacupen som ligacupmästare.
2. ↑  Newcastle United kvalificerade sig för Uefacupen som finallag i FA-cupen. Manchester United vann finalen, men var redan kvalificerat för Champions League.